# 探偵を捜せ
『探偵を捜せ』（たんていをさがせ、Catch Me If You Can は、1948年に刊行されたパトリシア・マガーの推理小説。

## 物語
コロラドの山荘。マーゴットは病弱な夫を殺して、遺産と自由を手に入れようと計画。ところが、夫を殺害した夜に山荘を訪れた客のなかに、夫が死ぬまえに呼んだ探偵がいるらしい。妻は探偵を捜し出そうと推理を展開し、彼ないし彼女を殺そうとする。

## 主な登場人物
- マーゴット（マーゴ）・ウェザビー - 主人公。夫である病弱な富豪を殺害する。元は地方回りの舞台女優。
- フィリップ・ウェザビー - 被害者。富豪で山荘のオーナー。
- ジョー - 山荘の支配人。
- ジョーの妻 - 山荘の支配人補。姉が病気になり、犯行前に休暇をとる。
- トムリンソン（トミー） - 主人公の旧友で、女優の先輩だった。現在は彼女の身の回りの世話をしている。山荘の料理人兼女中。
- マイクル・シェルダン - 道に迷い、飛び込みで山荘に宿泊を希望の男。探偵候補第１号。
- チャールズ（チャーリー）・ミラー - 探偵と疑わしき宿泊客。
- Ｒ・ダベンポート - 同上。

## 内容
パトリシア・マガーの変格ミステリ第三長編。殺人者の犯罪を捜査に来た探偵は誰か、推理させる内容になっている。

## 書誌情報
- 探偵を捜せ （1960年、別冊宝石95、岩谷書店のち宝石社）
- 探偵を捜せ！ （1961年、創元推理文庫164-1、東京創元社）ISBN　4-488-16401-3
- のろわれた山荘 （1962年、中学一年コース　中学生傑作文庫（抄訳）学習研究社）
- 探偵を探せ （1983年、少年ＳＦ・ミステリー文庫 7  国土社）